# SimsVille
SimsVille var navnet på et annulleret computerspil fra Maxis. Det var  en krydsning mellem The Sims og SimCity. Spillet blev annonceret i 2000 men aflyst september 2001. Traileren kan ses på SimCity 3000 Unlimited installations-cd'en samt The Sims: Livin 'Large udvidelsespakken. Det blev aflyst fordi  Maxi brugte flere af arbejderne på the Sims-produkterne.

## Eksterne
- Billeder fra spillet,  engelsk Arkiveret 4. juni 2010 hos  Wayback Machine

| computerspil | Spire Denne computerspilsrelaterede artikel er en spire som bør udbygges. Du er velkommen til at hjælpe Wikipedia ved at udvide den. |

1. ↑  Navnet er anført på bokmål og stammer fra Wikidata hvor navnet endnu ikke findes på dansk.